# 競技神號航空母艦 (R12)
競技神號航空母艦（或音譯為「漢密士號航空母艦」）於1944年開始建造，在造建時因應二次大戰後飛機噴射化而在船頭加裝兩部蒸汽彈射器和在船身左邊的6.5度斜向甲板，這樣其工時延長至1959年才完工服役，1973年後競技神號改為反潛航空母艦而祇載反潛直昇機，因此拆除彈射器和斜向甲板上的阻攔索，在1980年至1981年的改裝工程中加上滑跳甲板後運載海鷂戰鬥機，1982年的英阿福克蘭戰爭當中作為英國皇家海軍的旗艦，直到1984年退役，1986年轉售給印度並改名為維拉特號航空母艦。

## 基本資料（1982年）
- 全長：236.1米
- 艦闊：27.4米
- 吃水：8.8米
- 基本排水量：23,000噸
- 滿載排水量：28,000噸
- 動力：2部蒸汽煱爐（76,000匹馬力）
- 最快航速：28節
- 武裝：5座40毫米口徑雙聯裝高射機炮
- 乘員：2,100人
- 艦載機：28架海鷂戰鬥機